# Terremoto de Illapel de 1876
El terremoto de Illapel de 1876 fue un sismo registrado el día 11 de noviembre de 1876 a las 23:34 horas (hora local). Tuvo una magnitud de 7,5 en la escala de Richter y VIII grados en la escala de Mercalli.
Fue apreciado entre las ciudades de Tacna y Rancagua, en Illapel, Chile. El 93 % de las construcciones presentaron daños graves, y el restante 7 % reportó daños menores, es decir, el 100 % de la ciudad fue reconstruida. Gracias a esto muchas edificaciones sobrevivirían al terremoto de 1880, aún más fuerte que este.
Murieron 20 personas, hubo 100 heridos y 700 damnificados graves (casas destruidas completamente).